# Червоносёлка (Пулинский район)
Червоносёлка (укр. Червоносілка) — село на Украине, основано в 1883 году, находится в Пулинском районе Житомирской области.
Код КОАТУУ — 1825480803. Население по переписи 2001 года составляет 119 человек. Почтовый индекс — 12050. Телефонный код — 4131. Занимает площадь 8,807 км².

## История
В 1946 году указом ПВС УССР село Каролино-Дермань переименовано в Червоносёлку.

## Адрес местного совета
12050, Житомирская область, Пулинский р-н, с. Великий Луг, ул. Ленина, 16